# Bruce Grobbelaar
Bruce David Grobbelaar (Durban, 6 oktober 1957) is een Zimbabwaans voormalig voetballer en voetbaltrainer die speelde als doelman. Grobbelaar speelde ruim dertien seizoenen voor Liverpool. Tevens was hij doelman van het nationale elftal van Zimbabwe. Minstens zoveel bekendheid verwierf hij aan het einde van zijn loopbaan vanwege zijn vermeende betrokkenheid bij een gokschandaal, waarin ook de Nederlander Hans Segers en Engelsman John Fashanu betrokken waren.

## Erelijst
| Internationaal                 |    |                                                      |
| Europacup I                    | 1x | 1983/84                                              |
| Nationaal                      |    |                                                      |
| Football League First Division | 6x | 1981/82, 1982/83, 1983/84, 1985/86, 1987/88, 1989/90 |
| FA Cup                         | 3x | 1985/86, 1988/89, 1991/92                            |
| League Cup                     | 3x | 1981/82, 1982/83, 1983/84                            |
| FA Community Shield            | 5x | 1982, 1986*, 1988, 1989, 1990* (* gedeeld)           |
| Super Cup                      | 1x | 1986                                                 |